# سباق طواف فرنسا 2002
سباق طواف فرنسا 2002 من سلسلة سباقات سباق طواف فرنسا. أقيم هذا السباق في تاريخ 6 يوليو - 28 يوليو، 2002 على 20+Prologue مراحل. بعد مرور 82 ساعة و05 دقيقة و12 ثانية وبعد طي 3277.5 كم بمتوسط 39.982 كم في الساعة فاز بالميدالية الذهبية لانس آرمسترونج من الولايات المتحدة، فيما حصد جوسيبا بيلوكي من إسبانيا الميدالية الفضية، وكانت الميدالية البرونزية من نصيب رايمونداس رومساس من ليتوانيا.

## الميداليات
| ذهب                               | فضة                     | برونز                       |
| لانس آرمسترونج - الولايات المتحدة | جوسيبا بيلوكي - إسبانيا | رايمونداس رومساس - ليتوانيا |